# Metalithobius cardinalis
Metalithobius cardinalis är en mångfotingart som först beskrevs av Charles Harvey Bollman 1887.  Metalithobius cardinalis ingår i släktet Metalithobius och familjen stenkrypare. Inga underarter finns listade i Catalogue of Life.